# Bangsia edwardsi
La tangara de Edwards (Bangsia edwardsi), también denominada tangará cariazul (en Colombia), tangara dorsimusgosa (en Ecuador),  bangsia cariazul (en Colombia) o cachaquito lomo de musgo, es una especie de ave paseriforme de la familia Thraupidae, perteneciente al  género Bangsia. Es nativa del noroeste de América del Sur.

## Distribución y hábitat
Se distribuye a lo largo de la pendiente del Pacífico de los Andes occidentales del suroeste de Colombia, desde Valle del Cauca, hasta el noroeste de Ecuador (Pichincha).
Esta especie es considerada bastante común en sus hábitats naturales: los bosques húmedos tropicales y subtropicales montanos y de estribaciones, con abundancia de musgos, sus bordes y clareras adyacentes, principalmente entre 600 y 1700 m de altitud.

## Sistemática

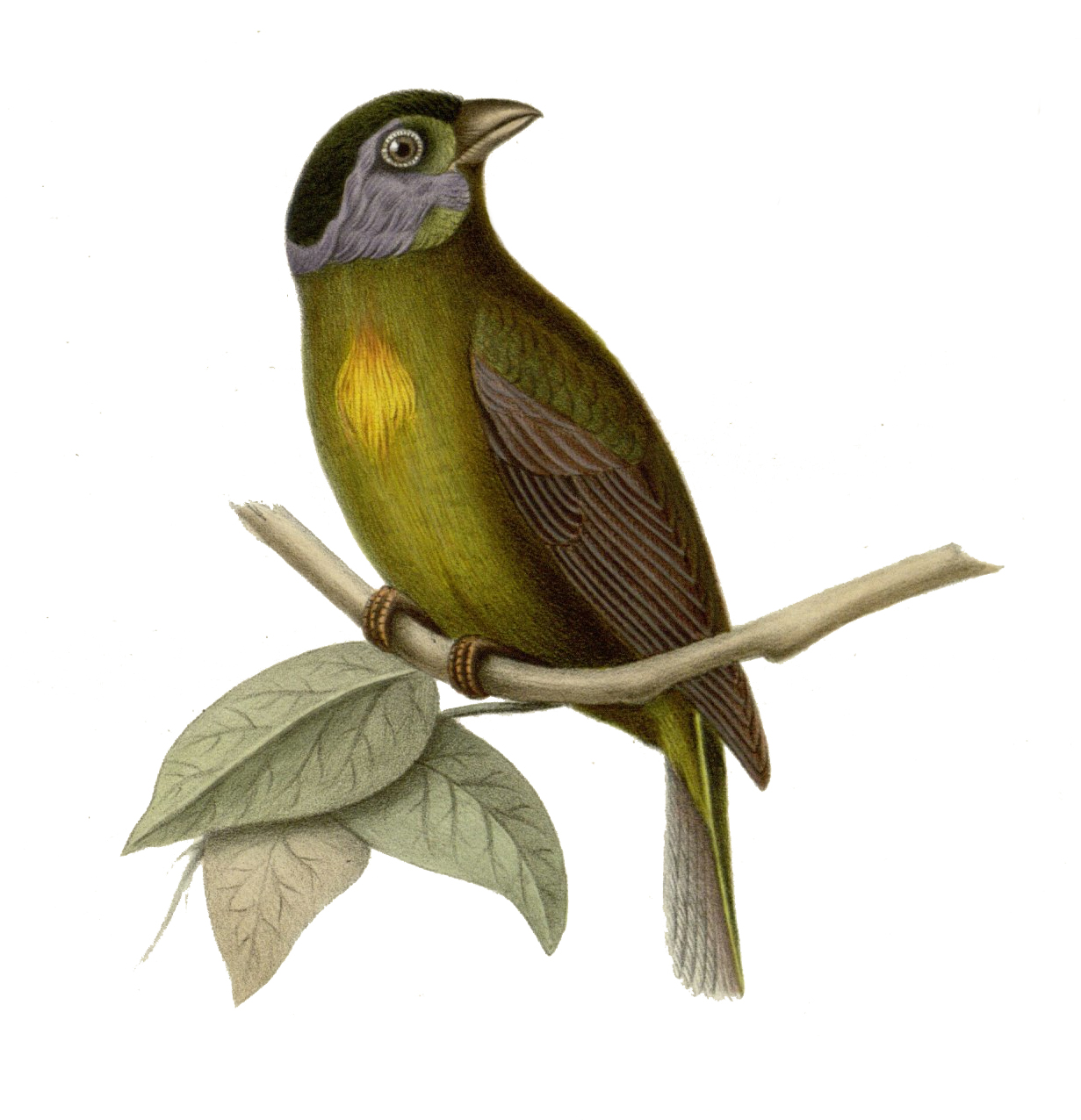
Buthraupis edwardsi, ilustración en Nouvelles Archives du Muséum d'histoire Naturelle, 1865.

### Descripción original
La especie B. edwardsi fue descrita por primera vez por el ornitólogo estadounidense Daniel Giraud Elliot en  1865 bajo el nombre científico Buthraupis edwardsi; su localidad tipo es: «Nouvelle-Grenade = Colombia».

### Etimología
El nombre genérico femenino «Bangsia» conmemora al zoólogo estadounidense Outram Bangs (1863–1932); y el nombre de la especie «edwardsi», conmemora al zoólogo francés Henri Milne-Edwards (1800–1885).

### Taxonomía
Es monotípica. Los amplios estudios filogenéticos recientes de Burns et al. (2014) demuestran que la presente especie es hermana de Bangsia aureocincta.